# 国家主席
国家主席（こっかしゅせき）は、アジアにおける社会主義国の元首の役職名である。
なお、アジアの社会主義国でもモンゴル人民共和国の元首は「人民大会議幹部会議長」(1951-1990)であった。また、朝鮮民主主義人民共和国では初代主席の金日成死後は国家主席が空位となり、国防委員長や国務委員長が国家元首となっている（一部の機能は最高人民会議常任委員長が担う）。アジア以外の地域の社会主義国では1989年までのソビエト連邦における元首は「最高会議幹部会議長」であり、他の旧「東欧」の社会主義国の大半は「国家評議会議長」（ドイツ民主共和国・ブルガリア人民共和国など）あるいは「大統領」（チェコスロバキア・ルーマニアなど）が国家元首の役職名であった。
現行の中華人民共和国憲法には直接元首を定める規定はないものの、憲法第81条に「中華人民共和国主席は、中華人民共和国を代表して国事活動を行い」（中华人民共和国主席代表中华人民共和国，进行国事活动）と定められており、国家主席が元首として扱われている。
なお、英語では「President」（「大統領」の意）と訳される。
- 中華人民共和国主席（中華人民共和国）
- 朝鮮人民共和国主席（朝鮮人民共和国）
- 朝鮮民主主義人民共和国主席（朝鮮民主主義人民共和国）
- ベトナム社会主義共和国主席（ベトナム）
- ラオス人民民主共和国主席（ラオス）
- キューバ共和国主席（キューバ） - 日本では2019年以降の"Presidente de la República de Cuba"は「キューバ共和国大統領」と訳すが、中国では中国語でアメリカの大統領などに充てている「総統」ではなく自国の国家元首と同様の「国家主席」を充てている[2]。

社会主義国以外ではナチス・ドイツの傀儡政権であったフランス国(ヴィシー政権)の長(フランス語: chef de l'Etat)を、フランス国主席と訳すことがある。

## 現在の主な国家主席一覧
| 名                       | 画像 | 国       | 齢   | 就任           | 政党             |
| ------------------------ | ---- | -------- | ---- | -------------- | ---------------- |
| 習近平                   |      | 中国     | 71歳 | 2013年3月14日  | 中国共産党       |
| トーンルン・シースリット |      | ラオス   | 79歳 | 2021年3月22日  | ラオス人民革命党 |
| ルオン・クオン           |      | ベトナム | 67歳 | 2024年10月21日 | ベトナム共産党   |